# Викторовский сельский совет (Харьковская область)
Викторовский сельский совет, до 2018 Краснони́вский (укр. Червононiвський) — входит в состав Богодуховского района Харьковской области Украины.
Административный центр сельского совета находится в поселке Викторовке.

## История
- 1928 — дата образования.
- В 2016/2018 г. название посёлка и сельсовета было "декоммунизировано", т.к. в их составе было запрещённое слово "красный" (укр. червоный).

## Населённые пункты совета
- поселок Викторовка
- село Байрак

### Ликвидированные населённые пункты
- село Копанки